# 拉辛 (威斯康星州)
拉辛市（英语：Racine，发音/ˈreɪsiːn/或 /rəˈsiːn/），美国威斯康辛州拉辛郡城市，位于鲁特河河口密歇根湖畔，为拉辛郡郡治所在地。该市总人口78,860（2010年美国人口普查）， 为威斯康辛州第5大城市。